# (9199) 1993 FO1
(9199) 1993 FO1 est un astéroïde de la ceinture principale découvert en 1993.

## Description
(9199) 1993 FO1 a été découvert le 25 mars 1993 à Kushiro (Japon) par Seiji Ueda et Hiroshi Kaneda.

### Caractéristiques orbitales
L'orbite de cet astéroïde est caractérisée par un demi-grand axe de 2,40 UA, un périhélie de 2,08 UA, une excentricité de 0,13 et une inclinaison de 7,88° par rapport à l'écliptique. Du fait de ces caractéristiques, à savoir un demi-grand axe compris entre 2 et 3,2 UA et un périhélie supérieur à 1,666 UA, il est classé, selon la JPL Small-Body Database, comme objet de la ceinture principale.

### Caractéristiques physiques
(9199) 1993 FO1 a une magnitude absolue (H) de 13,1 et un albédo estimé à 0,084.